# Tống Mục công
Tống Mục công (chữ Hán: 宋穆公; trị vì: 728 TCN-720 TCN), tên thật là Tử Hòa (子和), là vị vua thứ 14 của nước Tống – chư hầu nhà Chu trong lịch sử Trung Quốc.
Tống Mục công là con thứ của Tống Vũ công – vua thứ 12 nước Tống và là em của Tống Tuyên công – vua thứ 13 nước Tống. Năm 729 TCN, Tuyên công mất, Tử Hòa lên nối ngôi, tức là Tống Mục công.
Năm 723 TCN, nước Tống xảy ra xung đột với nước Lỗ. Tống Mục công mang quân giao chiến với Lỗ Huệ công, bị quân nước Lỗ đánh bại ở đất Hoàng. Sang năm 722 TCN, Lỗ Ẩn công lên ngôi bèn đề nghị giảng hòa với nước Tống để chấm dứt chiến tranh. Tống Mục công bèn cùng Lỗ Ẩn công hội thề ở đất Túc. Hai bên lại thông hiếu với nhau.
Năm 720 TCN, Tống Mục công ốm nặng, truyền Khổng Phụ Gia vào và truyền di chiếu lập con Tuyên công là Dữ Di lên nối ngôi. Khổng Phụ nói:"Quần thần muốn lập công tử Phùng". Mục công bèn bắt công tử Phùng sang nước Trịnh làm con tin. Ông quyết định nhường ngôi cho cháu, con của vua anh Tuyên công là Dữ Di chứ không truyền ngôi cho con là Phùng. Dù có ý kiến phản đối, Mục không vẫn quyết định như vậy, để báo ơn anh đã nhường ngôi cho mình.
Tháng 8 năm đó, Tống Mục công qua đời. Ông làm vua được 9 năm. Tử Dữ Di lên nối ngôi, tức là Tống Thương công. Con ông là công tử Phùng chạy sang nước Trịnh, được Trịnh Trang công cho ở nhờ.